# Barromán
Barromán – gmina w Hiszpanii, w prowincji Ávila, w Kastylii i León, o powierzchni 20,03 km². W 2011 roku gmina liczyła 199 mieszkańców.